# 疣毛藓属
疣毛藓属（学名：Leratia）为木灵藓科的一个属。

## 下属物种
本属包括以下物种：
- 小疣毛藓 Leratia exigua (Sull.) Goffinet
- Leratia neocaledonica Brotherus & Paris, 1909